# Roadhouse Grill
Roadhouse Grill è stata una catena di ristorazione fast food statunitense, chiusa per fallimento, tuttora operativa in Italia sotto l’egida della Cremonini Spa.

## Storia
Su volontà di John Y. Brown, Jr. e John D. Toole III, Roadhouse Grill nasce nell'ottobre 1992 con l'apertura del primo locale a Fort Lauderdale, in Florida. Il progetto si basa sulla produzione di carni bovine, come materia prima, con conseguente ristorazione. In seguito, vennero aperti sempre più ristoranti della catena, diffondendosi in: Alabama, Arkansas, Florida, Georgia, Louisiana, Mississippi, New York, Nevada, Carolina del Nord, Ohio, Carolina del Sud e Tennessee. Fuori dagli Stati Uniti, Roadhouse Grill arrivò ben presto anche in altre nazioni riscuotendo però poco successo, soprattutto date la crisi finanziaria ed il quasi fallimento avvenuti fra il 2007 e il 2008; data questa situazione, alcune filiali di Roadhouse Grill in America vennero chiuse, altre invece vennero convertite in aziende autonome, mantenendo il tipo di ristorazione.
Arrivando al 28 settembre 2000, Roadhouse Grill sbarcò anche in Europa. In Italia, Roadhouse Grill è gestita da Cremonini S.p.a., che aprì il primo ristorante nel novembre 2001 a Legnano (MI); in seguito si distribuì rapidamente in buona parte della penisola e nel 2012 l'azienda Cremonini riuscì ad acquisire il marchio, facendo ripartire l'economia della catena in collaborazione con la sede legale di West Palm Beach.

## Paesi con ristoranti Roadhouse Grill

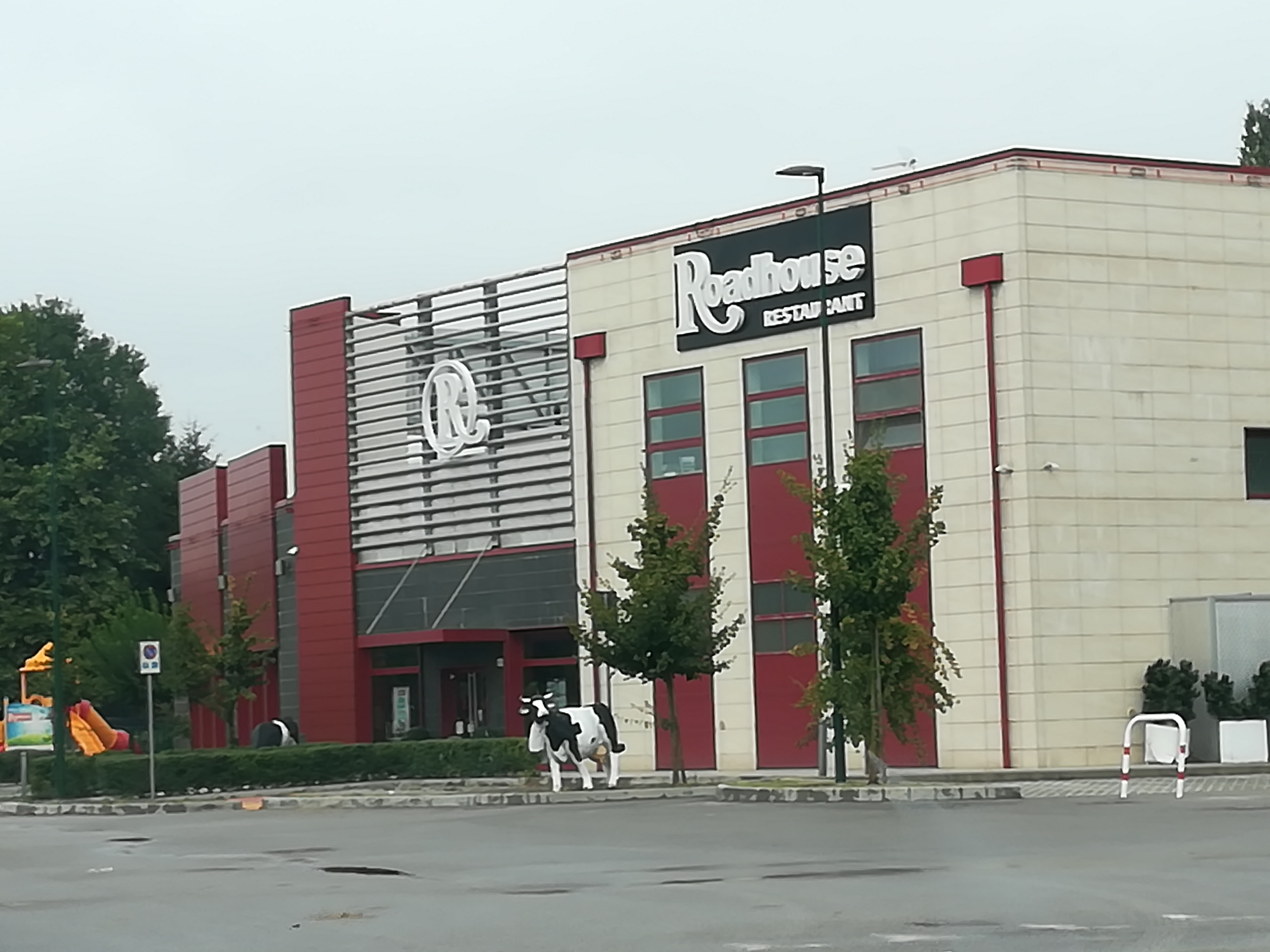
Ristorante a Mestre

- Stati Uniti
- Brasile
- Italia
- Kenya
- Malaysia